# Захаржевська Олена Валер'янівна
Оле́на Валер'я́нівна Захарже́вська (* 28 травня 1916, Кам'янець-Подільський — † 30 вересня 1993, Київ) — український театрознавець, донька письменника Валер'яна Захаржевського.

## Біографічні відомості
1938 року закінчила Київський університет. Учителювала в Київській середній школі № 75. У роки війни була на фронті медсестрою. У 1943–1946 роках навчалася у Московському театральному інституті імені Луначарського. Під час навчання в Москві квартирувала в Галини Макаренко — вдови педагога Антона Макаренка.
Працювала завідувачем літературної частини Київського українського драматичного театру імені Івана Франка, завідувачем кабінету народних театрів Українського театрального товариства (до 1972 року).

## Творчість
Автор книги «Театр імені Івана Франка» (Київ, 1949). Упорядник посмертної книги батька «Учені» (Київ, 1988), автор післямови до неї — «Все залишається людям».
В останні роки життя Олена Захаржевська працювала над біографічною повістю про педагога Антона Макаренка, який був близьким другом її батька. Роботу над повістю розпочала 8 січня 1989 року. Зберігся неповний рукопис повісті. Уривки з неї опублікував літературознавець Віталій Мацько у газеті «Кам'янець-Подільський вісник».